# Hollow Knight
Hollow Knight es un videojuego perteneciente al género metroidvania. El videojuego fue inicialmente lanzado para Microsoft Windows en febrero de 2017, y más tarde para macOS y Linux en abril de 2017. La adaptación para Nintendo Switch fue lanzada el 12 de junio de 2018. El desarrollo fue parcialmente financiado como un proyecto Kickstarter que obtuvo 57 000 dólares hasta finales de 2014. El juego fue lanzado en las consolas PlayStation 4 y Xbox One el 25 de septiembre de 2018.
El videojuego cuenta la historia del Caballero, en su búsqueda para descubrir los secretos del largamente abandonado reino de Hallownest, cuyas profundidades atraen a los aventureros y valientes con la promesa de tesoros o la respuesta a misterios antiguos.
Una secuela del videojuego titulada Hollow Knight: Silksong, se encuentra actualmente en desarrollo y su lanzamiento está programado para Microsoft Windows, Mac, Linux y Nintendo Switch, aunque Team Cherry no ha descartado lanzamientos en otras plataformas. Las personas que donaron en la campaña de Kickstarter de Hollow Knight recibirán Silksong de forma gratuita.

## Modo de juego
El modo de juego de Hollow Knight se enfoca principalmente en exploración, plataformas y combate. Los jugadores exploran un gran mundo interconectado usando una variedad de movimientos y técnicas de combate. En los distintos escenarios se pueden encontrar detalles que relatan la historia de Hallownest, tales como piedras con escritos, objetos particulares, etc. Al estilo clásico de los metroidvania, existen áreas del mundo a las que los jugadores no pueden acceder hasta que hayan obtenido algún objeto o habilidad particular. Los mapas de cada zona deben comprarse a Cornifer, el cartógrafo, que generalmente se encuentra escondido en esa área, y el jugador también puede comprar mejoras que permiten colocar marcadores en el mapa, o revelar partes del mismo a medida que van explorando. El guardado del juego sólo puede hacerse en los bancos para descansar que se encuentran esparcidos por todo el reino. Al sentarse en un banco, el mapa se actualizará con las zonas recientemente descubiertas por el Caballero, a su vez que regenera su salud en caso de que la haya perdido.
La mayoría de las áreas tienen un jefe que el jugador deberá derrotar para continuar su aventura, dado que dejan caer recompensas o mejoras útiles, u otorgan un objeto o habilidad necesaria para acceder a nuevas zonas. Los enemigos derrotados dejan caer geo, moneda que el jugador puede usar para comprar objetos de los distintos comerciantes que pueden encontrarse en Hallownest. Golpear enemigos otorga "alma" al jugador, un recurso que puede ser usado para curarse del daño recibido o lanzar habilidades especiales como hechizos de largo alcance y explosiones.
El combate del videojuego se centra en el uso del aguijón, un arma que se asemeja a una espada, con el que se puede golpear a los enemigos en las 4 direcciones (arriba, abajo, derecha e izquierda). El aguijón puede ser mejorado para que haga más daño a medida que se progresa en el videojuego, y el Caballero puede aprender ciertos ataques especiales (llamados Artes del aguijón), aumentando su daño a los enemigos. En el transcurso de la historia, se aprenden también habilidades de ataque con alma, con las cuales se puede liberar el alma contenida en forma de un espíritu que ataque de frente, una explosión hacia arriba y con un salto dañino hacia abajo.
Si el jugador muere, reaparecerá en el último lugar en el que descansó/guardó, perdiendo todo el Geo obtenido y reduciendo la cantidad máxima de alma que puede recoger. Sin embargo, regresando al lugar donde murió y derrotando su sombra, podrá recuperar el geo y el límite de alma.

## Argumento
Gran parte de la historia de Hollow Knight no se le cuenta al jugador directamente y, en cambio, se insinúa en los entornos, las interacciones de los personajes y los secretos que debe descubrir jugando. Gran parte de los detalles también se dejan vagos para reflejar y acentuar el estado de Hallownest como un gran reino abandonado. El siguiente es un resumen de los eventos que se explican a través de las piezas clave de información encontradas a lo largo del videojuego.

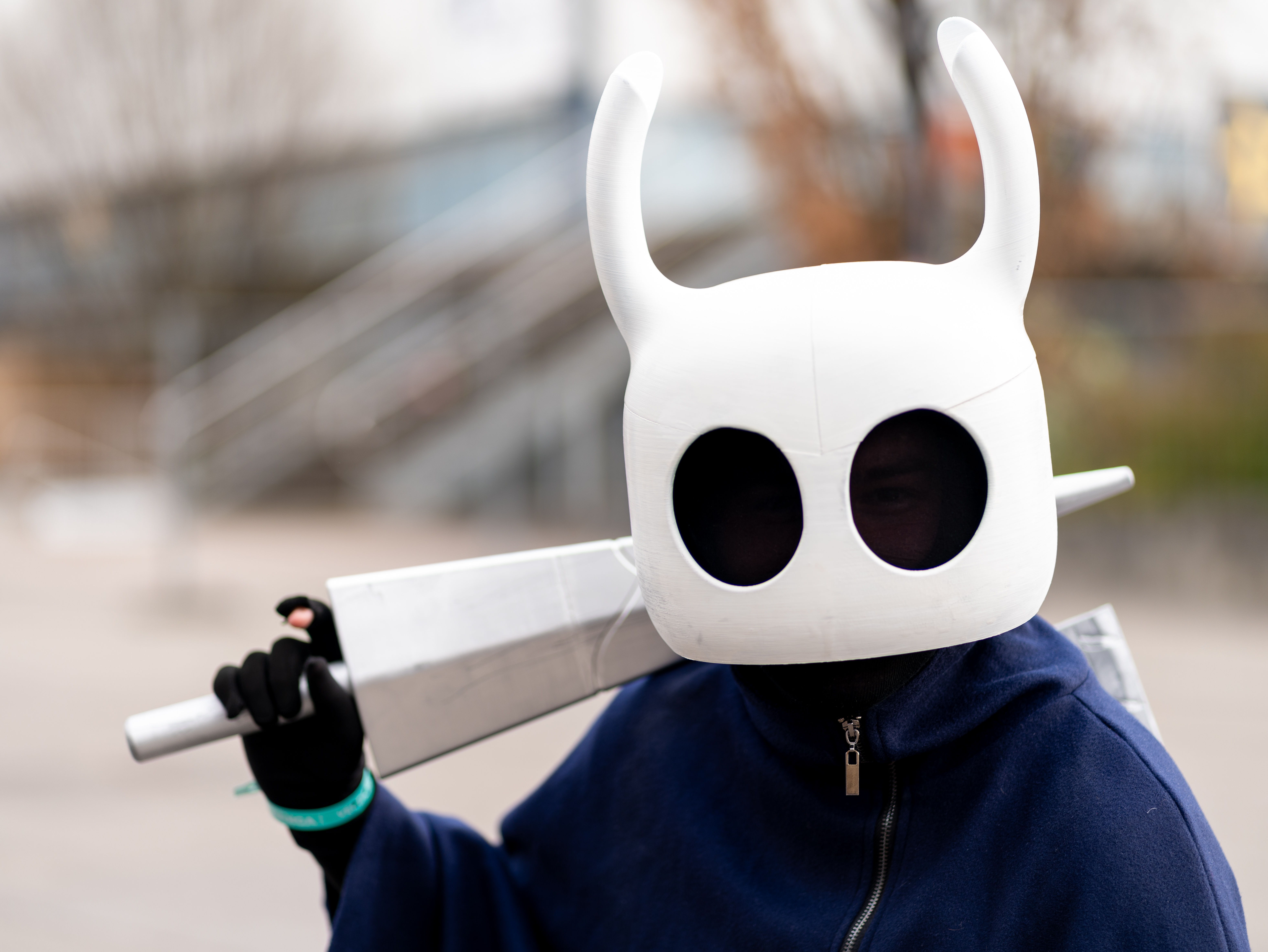
Cosplay del Caballero.

Inicialmente, el protagonista (o Caballero) llega a la ciudad de Dirtmouth (Bocasucia en español), una pequeña ciudad situada sobre las ruinas de Hallownest, con la intención de aventurarse para descubrir lo que le espera allí. A medida que avanza por el reino olvidado, se encuentra con los restos reanimados de los antiguos residentes de Hallownest y otras criaturas, siendo transformados lentamente por una misteriosa fuerza. En su camino, el Caballero también se topa con Hornet, la autoproclamada protectora de las ruinas de Hallownest, quien intenta detener la búsqueda del jugador. Posteriormente, el Caballero hace contacto con seres extraños y místicos llamados Soñadores, quienes le imploran que deshaga los sellos, realizados para algún propósito desconocido, y obteniendo el Aguijón Onírico, arma especial capaz de cortar el velo entre la realidad y los sueños, permitiendo al caballero acceder a las mentes y sueños de los insectos con los que se encuentra. A medida que el jugador continúa su búsqueda, se revela la historia de fondo de Hallownest y del protagonista en sí.
Mucho antes del alza del reino, una fuerza similar a una deidad llamada The Radiance (Destello en español), gobernó agresivamente sobre la especie de los insectos, atrapándolos en sumisión y dejándolos sin voluntad en una especie de mente colmena, con el único propósito de adorarla. Por otro lado, una antigua raza llamada Wyrm también existió durante aquel tiempo, renaciendo uno de ellos como el Rey Pálido, futuro gobernante de Hallownest, quien nunca estuvo bajo la influencia del Destello. El rey otorgó sensibilidad y sapiencia a los insectos, liberándolos del Destello y expandiendo su territorio, estableciendo el reino de Hallownest. Debido a esto, El Destello, enojado y temeroso al ver que sus antiguos esclavos la olvidarían pronto, desencadenó una plaga, denominada simplemente como La Infección, evidenciada a través de la búsqueda del protagonista.
El Rey Pálido, desesperado por encontrar una cura, comenzó a experimentar con el Vacío, una energía interminable oscura que yacía en el Abismo debajo del reino. Utilizándolo, esperaba construir un Receptáculo o Vasija, una entidad artificial carente de voluntad o mente, haciéndose inmune de ser infectada por El Destello y lo suficientemente vacía como para contener la infección dentro de su cuerpo. Uno de estos Receptáculos fue considerado digno, siendo elegido por el Rey Pálido y designado como el Hollow Knight para ser el protector de Hallownest. Fue sellado dentro del Templo del Huevo Negro (encontrado al inicio del juego por el Caballero) con la fuente de la infección dentro de sí mismo. No obstante y para protección adicional, el Rey contactó con ciertas mentes de Hallownest con el fin de crear sellos adicionales a este Templo: Monomon, la Maestra, Lurien, el Vigilante, y Herrah, la Bestia, de aquí en adelante denominados como Soñadores. Estos aceptaron la voluntad del Rey Pálido, cayendo en un sueño eterno y manteniendo así sus sellos mágicos sobre la puerta del Templo.
Sin embargo, la vasija elegida, el Hollow Knight, no estaba totalmente vacía; tenía una idea implantada, sentía devoción y respeto por su creador, por los momentos que había pasado con él. Gracias a esta idea, el Destello se manifestó nuevamente, esparciendo la infección por todo Hallownest. El Rey Pálido desapareció sin ningún rastro o explicación, y el cuerpo del Hollow Knight fue devastado por la infección, lo suficiente como para que esta comenzase a escaparse de las profundidades del Templo. Sin un rey para ayudarlos, Hallownest cayó en la ruina cuando sus ciudadanos fueron asesinados o tomados por la infección, (es entonces cuando comienza el juego). Al descender a su lugar de nacimiento (el Abismo), el Caballero recuerda que él mismo es un Receptáculo fallido, rechazado a favor del verdadero Hollow Knight por el Rey, y que de alguna manera fue capaz de escapar del Abismo, junto con muchas otras vasijas que podemos encontrar esparcidas por el reino a lo largo de nuestro viaje. Al encarar su origen, el Caballero obtiene el Corazón del Vacío, unificando al mismo y sometiéndolo a su voluntad. Los Soñadores, sintiendo la decadencia del Hollow Knight, se manifestaron al protagonista para implorarle que derrotara a su predecesor y tomar su lugar como el nuevo Hollow Knight. Hornet, que se revela como la hija de un Soñador, siente la singularidad del Caballero al enfrentarse al Abismo y recordar el pasado, y le implora que no repita la historia, sino que destruya la fuente de la infección de Hallownest de una vez por todas.
Dependiendo de las acciones del jugador, el juego tiene tres finales "oficiales" posibles:
- Primer final: Hollow Knight: El Caballero vence al Hollow Knight, absorbiendo la infección para convertirse en el nuevo Receptáculo. A medida que las cadenas se manifiestan cautivando al nuevo Receptáculo, el Templo vuelve a sellarse manteniendo la Infección nuevamente a raya.
- Segundo final: Hermanos Sellados: Si el jugador ha obtenido el Corazón del Vacío antes de la pelea con el Hollow Knight, a mitad de la batalla Hornet aparecerá súbitamente para incapacitar al Hollow Knight, creando una grieta en su máscara. Si el jugador continúa atacando, el Hollow Knight se liberará dejando inconsciente a Hornet, y tras la derrota del primero, el Caballero nuevamente se sellará, pero esta vez con Hornet a su lado, modificando el sello de la puerta del Templo.

- Tercer final: No más sueños: Cuando Hornet inmoviliza al Hollow Knight, el Caballero puede usar su Aguijón Onírico para entrar en la mente del Hollow Knight, desafiando directamente a la fuente de la infección y de todo el mal de Hallownest, El Destello. Conforme transcurre la pelea, el Vacío empieza a manifestarse para cumplir su propósito de contener al Destello, quien empieza a ascender para evitar sus garras. Al final de la batalla, el Vacío logra retenerla, y el propio Hollow Knight se manifiesta, abriendo una grieta en el rostro del Destello. El Caballero explota en su forma de sombra y golpea múltiples veces a la fuente de la infección, destruyéndola para siempre. A medida que el Vacío del Templo se desvanece, Hornet despierta, contemplando melancólicamente la máscara rota del Caballero. Así, se puede ver a todas las sombras en el Abismo desapareciendo, pues han cumplido con su cometido de eliminar al Destello, finalizando así el juego.

Cabe mencionar que, tras haber adquirido el Corazón del Vacío, será imposible conseguir el primer final, siendo necesario iniciar una nueva partida. Por esta razón es recomendable completar el juego por primera vez sin él, y posteriormente adquirirlo para desbloquear los otros dos finales.
Con la expansión gratuita "Godmaster", liberada el 23 de agosto de 2018, se añade una nueva mecánica de juego, junto con dos nuevos finales. Esta mecánica, llamada Buscador de Dioses, sitúa al Caballero en una tierra etérea llamada Hogar de Dioses. Su objetivo será derrotar a todos los jefes encontrados a través del juego bajo la contemplación de una misteriosa entidad llamada Buscador de Dioses. Los jefes se reparten en grupos por los llamados Panteones. También son añadidos algunos jefes nuevos, como la versión primigenia del Hollow Knight, la Vasija Pura. El panteón final, llamado Panteón de Hallownest, abarca absolutamente todos los jefes del juego, junto con varios cambios a la jugabilidad de algunos jefes para aumentar su dificultad. Al final de este panteón estará la versión definitiva del jefe final del juego, el Absoluto Destello.
Al vencerle en este panteón, se mostrará el nuevo final, donde el Buscador de Dioses se muestra asombrado frente al poder que el Caballero ha adquirido al volverse uno con el Vacío, y ve como la sustancia oscura comienza a atraparlo por completo. Inmediatamente, se muestra la escena fuera de la mente del Buscador de Dioses (donde se ubica el Hogar de Dioses y ocurren los eventos de los Panteones), viéndose consumido por la inmensa fuerza del Vacío. Finalmente, se muestra una escena en donde Hornet, esperando fuera de la entrada del Templo del Huevo Negro al Caballero, nota que una figura comienza a aparecer desde dentro del templo, y entonces se ve una silueta aparecer, presuntamente el Hollow Knight, libre de su misión de contener la infección.
Conseguir este final desbloquea el logro "Acepta el Vacío".
El segundo final es igual al primero, con la diferencia de que ocurre si el jugador le entrega un objeto especial al Godseeker (llamado Flor delicada) cuando este está totalmente despierto, el cual absorberá la energía del Vacío y provocando su desaparición. La escena de Hornet se mantiene intacta.

## Desarrollo y lanzamiento
Hollow Knight se reveló en Kickstarter en noviembre de 2014 y alcanzó su objetivo de financiación inicial en diciembre del mismo año. El videojuego alcanzó el estado beta en septiembre de 2015 y continuó logrando numerosos objetivos del sitio para agregar más contenido luego de que el motor cambiara de Stencyl a Unity. Algunos de los objetivos, como el Coliseo de los Insensatos y El Abismo, lograron llegar al videojuego, pese a que esos objetivos no se habían alcanzado.
En junio de 2017, Team Cherry se asoció con IndieBox, un servicio de suscripción mensual para crear una versión física y exclusiva del juego. Esta edición de coleccionista incluyó un disco de videojuego sin DRM, la banda sonora oficial, un manual de instrucciones, un código de Steam y varios artículos coleccionables diseñados a medida.
En el mismo mes, Team Cherry anunció una actualización gratuita del videojuego llamada "Sueños ocultos", lanzada el 3 de agosto de 2017. La actualización incluye dos nuevos encuentros opcionales de jefes, dos nuevas canciones en la banda sonora, un nuevo sistema de viajes rápidos, y una nueva estación de ciervocaminos para descubrir.
El 26 de octubre de 2017, Team Cherry lanzó la segunda expansión gratuita, titulada "La Compañía de Grimm". Este paquete de contenido agrega nuevas misiones principales, nuevas peleas de jefes, nuevos amuletos, nuevos enemigos y otro contenido. La actualización también agregó soporte para los idiomas ruso, portugués y japonés.
El 20 de abril de 2018 se lanzó un paquete adicional de contenido, titulado "Saviavida", entre los lanzamientos oficiales de contenido adicional. Este paquete contenía una nueva batalla de jefe, nuevos temas asociados, modificación de la dificultad de algunas batallas contra jefes previos, cambios en el estilo visual de varias zonas del juego, nuevos efectos de sonido agregados, así como la corrección de bugs y errores menores, entre otros varios.
El 17 de julio de 2018 Team Cherry anunció que el cuarto paquete de expansión gratuita llegaría el 23 de agosto a Nintendo Switch y PC. Este nuevo paquete agregaría nuevos jefes principales y secundarios, nuevas misiones y nueva música, entre otras muchas novedades. El paquete fue oficialmente titulado como "Gods and Glory", pero su nombre final fue cambiado a "Godmaster", y lanzado en la fecha prevista. El paquete incluyó la mecánica de los Panteones como un tipo de "avalancha de jefes", muy solicitado y bastante común dentro del género, donde se debe desafiar a los jefes ya derrotados. A su vez, se incluyó la participación de nuevos jefes (la mayoría, versiones alternativas o modificadas de jefes ya existentes), nuevas misiones alternativas, NPCs y objetos. Adicionalmente, se agregaron dos nuevos finales como recompensa por vencer las nuevas misiones.

## Recepción
Hollow Knight recibió reseñas "generalmente positivas", de acuerdo al sitio de reseñas Metacritic.
Jed Whitaker de Destructoid le dio un puntaje de 10/10 al videojuego, con la siguiente afirmación: «No es perfecto, ya que nada lo es, pero llegó tan cerca como pudo en un género dado. El nuevo líder a vencer en su sector, estamos hablando de puro éxtasis aquí».
Tom Marks de PC Gamer puntuó el videojuego con 92/100 afirmando que «Hollow Knight es un nuevo clásico, con un mundo denso y detallado lleno de secretos por descubrir».

### Ventas
A febrero de 2019, Hollow Knight ha vendido cerca de 3 millones de copias.
Tras su lanzamiento en Nintendo Switch, Hollow Knight consiguió vender 250.000 copias en sus dos primeras semanas.

### Premios
| Año  | Premio                                                         | Categoría                               | Resultado | Ref           |
| ---- | -------------------------------------------------------------- | --------------------------------------- | --------- | ------------- |
| 2017 | The Game Awards 2017                                           | Mejor estreno de un videojuego Indie    | Nominado  | [ 28 ]        |
| 2017 | PC Gamer's 2017 Game of the Year Awards                        | Mejor videojuego de plataformas         | Ganador   | [ 29 ]        |
| 2017 | Destructoid Game of the Year Awards 2017                       | Mejor juego de PC                       | Nominado  | [ 30 ]        |
| 2017 | IGN's Best of 2017 Awards                                      | Mejor videojuego de plataformas         | Nominado  | [ 31 ]        |
| 2018 | Game Developers Choice Awards                                  | Mejor videojuego de estreno             | Nominado  | [ 32 ]        |
| 2018 | British Academy Game Awards                                    | Mejor debut                             | Nominado  | [ 33 ] [ 34 ] |
| 2018 | Golden Joystick Awards                                         | Juego del año de Nintendo               | Nominado  | [ 35 ] [ 36 ] |
| 2018 | Australian Games Awards                                        | Juego independiente del año             | Ganador   | [ 37 ]        |
| 2018 | Australian Games Awards                                        | Juego del año desarrollado en Australia | Ganador   | [ 37 ]        |
| 2019 | National Academy of Video Game Trade Reviewers Awards (NAVGTR) | Dirección artística, fantasía           | Nominado  | [ 38 ]        |
| 2019 | National Academy of Video Game Trade Reviewers Awards (NAVGTR) | Diseño de personajes                    | Nominado  | [ 38 ]        |
| 2019 | National Academy of Video Game Trade Reviewers Awards (NAVGTR) | Diseño, nueva propiedad intelectual     | Ganador   | [ 38 ]        |
| 2019 | National Academy of Video Game Trade Reviewers Awards (NAVGTR) | Juego, acción original                  | Nominado  | [ 38 ]        |

## DLC
| Nombre               | Fecha de anuncio         | Fecha lanzamiento                                             |
| -------------------- | ------------------------ | ------------------------------------------------------------- |
| Sueños Ocultos       | 7 de junio de 2017       | 3 de agosto de 2017                                           |
| La Compañía de Grimm | 14 de septiembre de 2017 | 26 de octubre de 2017                                         |
| Saviavida            | 23 de marzo de 2018      | 23 de marzo de 2018                                           |
| Buscador de Dioses   | 30 de enero de 2018      | 23 de agosto de 2018                                          |
| Campaña de Hornet    | 7 de junio de 2017       | Remplazado por una secuela completa (Hollow Knight: Silksong) |